# Sclerocarya birrea
La marula (Sclerocarya birrea, en griego antiguo: σκληρός {sklērós}, "duro", y κάρυον {káryon}, "nuez", en referencia al hueso dentro de la fruta carnosa), es un árbol 
de origen africano de hoja caduca de tamaño medio a grande que puede alcanzar los 18 m de altura. 

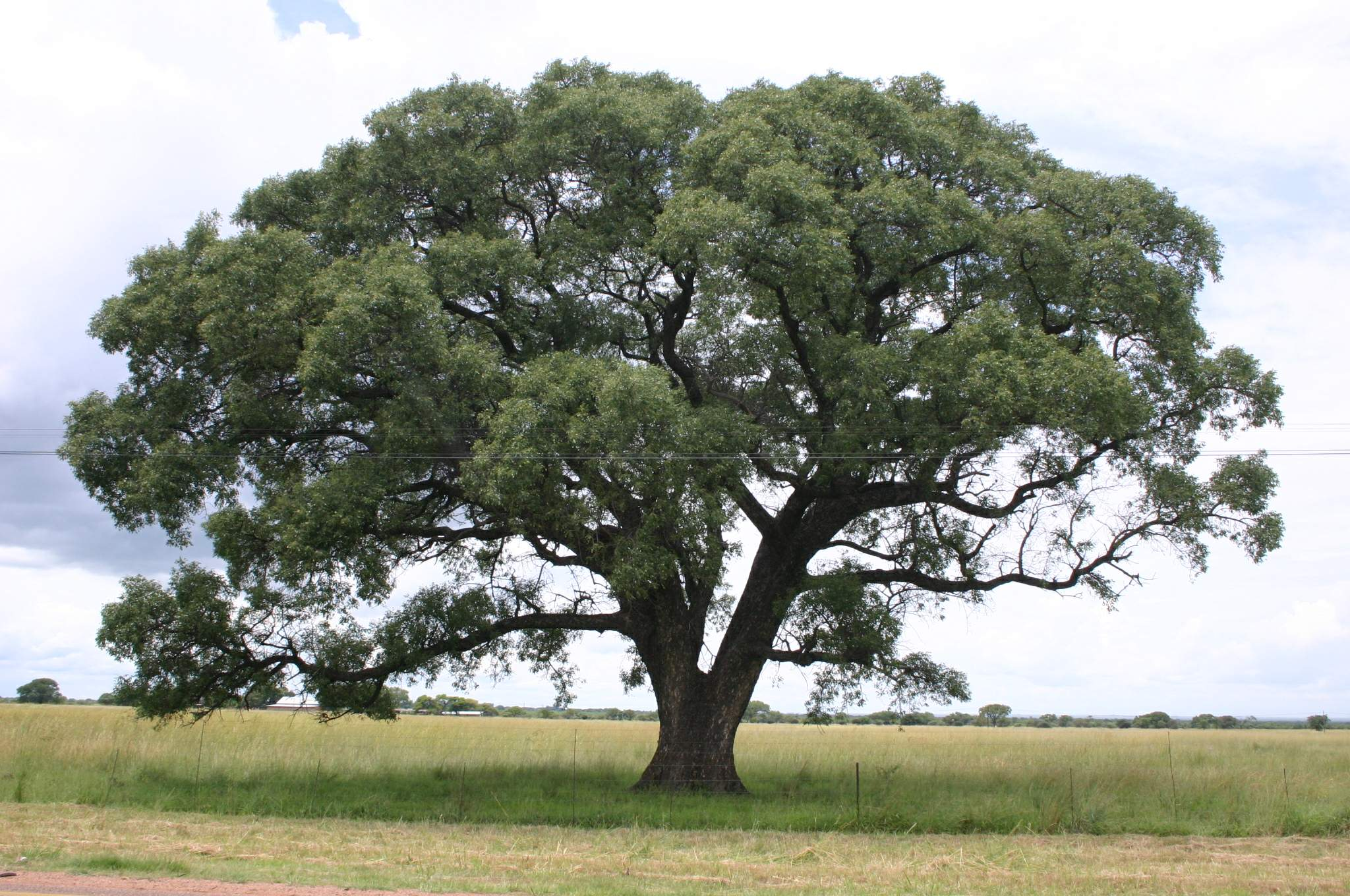
Árbol

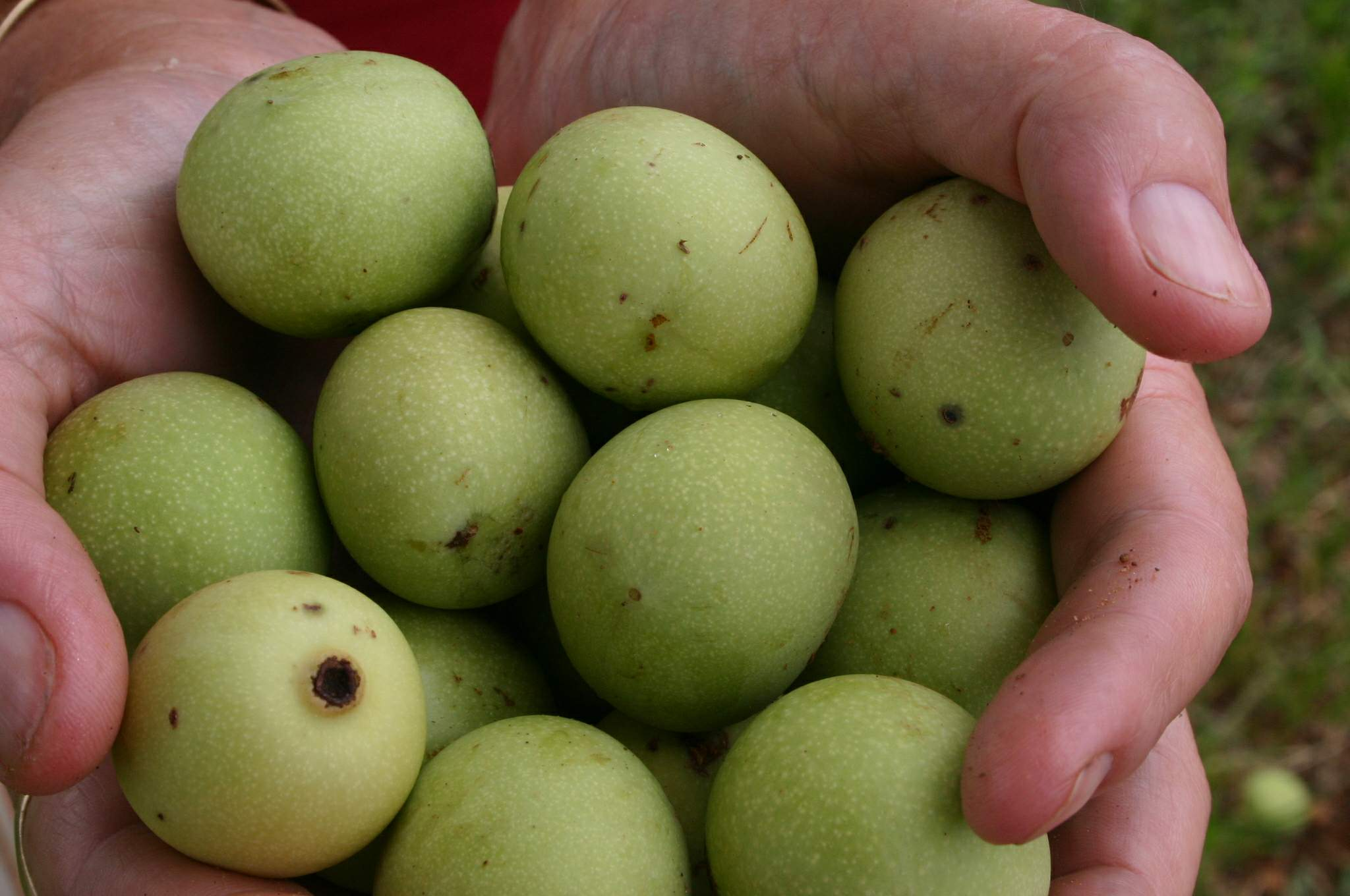
Fruto

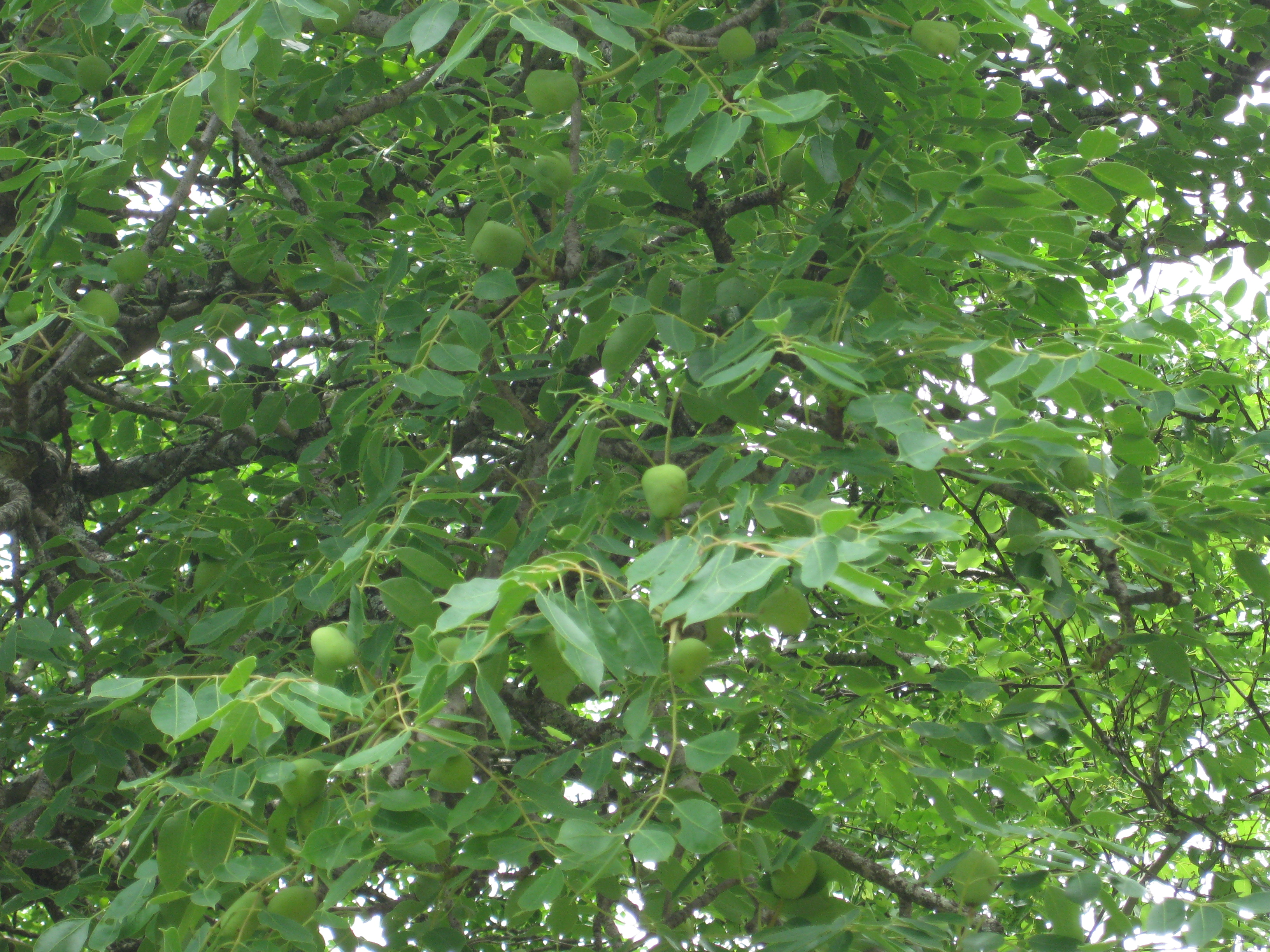
Hojas con fruto

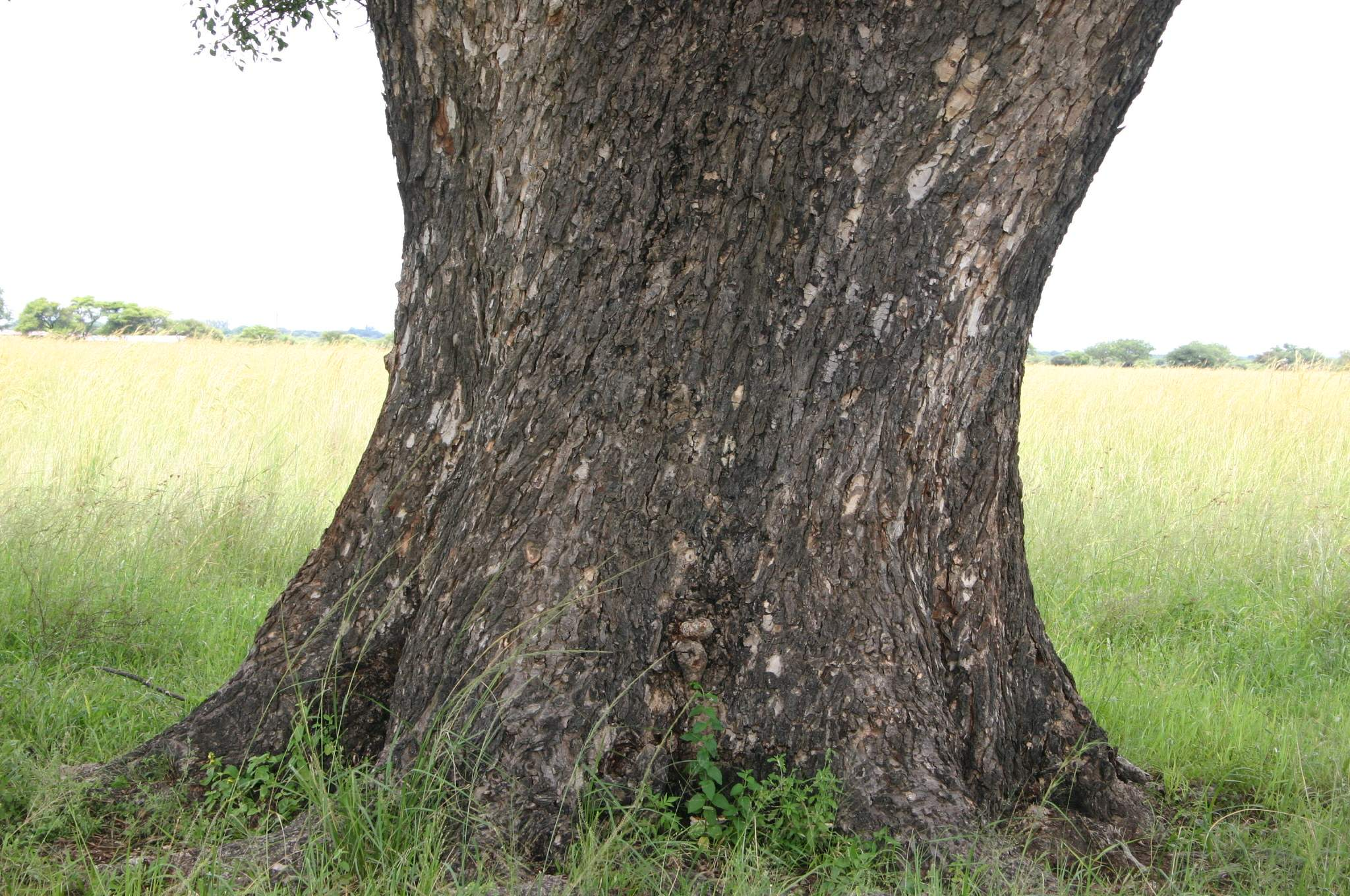
Tronco

## Descripción
El árbol dioico, tiene el tronco recto de un solo tallo con la corteza manchada de gris y la copa redondeada. Las hojas son compuestas y crecen agrupadas en el extremo de las ramas. Las flores masculinas y femeninas, fecundadas por insectos, crecen en árboles separados y florecen de septiembre a noviembre al sur del ecuador; las primeras producen el polen y las segundas el fruto esférico, verde en el árbol y amarillo cuando cae a tierra, entre febrero y junio, del tamaño y la forma de una nuez. Dentro tiene dos semillas o a veces tres, blancas y pequeñas, con un ligero olor a almendra o a trementina. 
Como miembro de las anacardiáceas, pertenece a la misma familia que el mango, el pistacho y el anacardo.
La subespecie caffra es un árbol de crecimiento muy rápido, de hasta un metro y medio por año, que se planta para evitar la erosión en zonas arenosas, pero no resiste las heladas.

## Hábitat
Crece en África, sobre terrenos arenosos, desde Etiopía y Senegal, en la zona meridional del Sahel, hasta los bosques de miombo (praderas arboladas) de las provincias sudafricanas de Limpopo, donde es especialmente abundante, y KwaZulu-Natal, donde limita con los montes Drakensberg.

## Historia
En la cueva de Pomongwe, en Zimbaue, se han encontrado los restos de varios millones de frutos de la subespecie caffera consumidos por seres humanos hace al menos diez mil años. Algunos autores consideran que los bantúes han llevado y distribuido la marula a lo largo de sus migraciones por toda África, ya que es uno de los componentes principales de su dieta. 

## Usos
Del árbol se pueden comer el fruto y la nuez, ricos en vitaminas (ocho veces más vitamina C que la naranja) y minerales, y se aprovechan también la corteza y las hojas. Cuando el fruto cae a tierra fermenta ligeramente y es muy apreciado, tanto que en algunos lugares se dice que vuelve locos a los elefantes, que lo adoran y lo usan para emborracharse comiéndolo en grandes cantidades. También gusta a facóqueros, kobos (Kobus ellipsiprymnus), jirafas, cebras, kudus y monos. La semilla gusta a los pequeños roedores.
Con el fruto, comestible, se pueden fabricar mermelada y bebidas. El más conocido es el licor de Amarula, que se produce en Sudáfrica y se comercializa en todo el mundo. También se obtiene una cerveza llamada Mukumbi. La piel del fruto, hervida, da una bebida que se usa como sustituto del café. La nuez, blanca (una o dos por fruto y pequeñas, se usa en ensaladas. El aceite hecho con la semilla, rico en antioxidantes y ácido oléico, se usa en cosméticos. También se puede fabricar con ellas etanol para vehículos. Las hojas verdes alivian la acidez de estómago. Algunos pueblos plantan marulas en las cercanías para atraer a los insectos polinizadores. La infusión del fruto se usa en algunos lugares para lavar a los animales domésticos infestados de garrapatas y como insecticida.
Por otro lado, la decocción de la corteza (o, según donde, machacada con agua fría) se usa contra la disentería, la diarrea, el reumatismo e incluso como profilaxis contra la malaria. Inhalando los vapores de la corteza en agua caliente se combaten las alergias, pues contiene antihistamínicos. La infusión de la parte interior de la corteza alivia las picaduras de escorpión y serpientes. No es raro encontrar marcas en los árboles de los pedazos arrancados de corteza para usos medicinales. 
En algunas zonas de África, la corteza en polvo se usa para que las mujeres elijan el género de su futuro hijo. Si quieren un chico, deben alimentarse de la corteza pulverizada del árbol macho, y viceversa. 
La madera se usa para hacer muebles, tableros y revestimientos de paredes y suelos, además de para hacer esculturas, tambores, yugos para animales o útiles de cocina como cucharas. Las capas interiores de la corteza, filamentosas, se usan para fabricar cuerdas, como se hace con el mopane, pero no hay que confundirse, pues la madera de la marula es blanda y la del mopane es muy dura. La corteza también se usa para fabricar tintes rojizos y amarronados, y la resina, mezclada con hollín, se usa para hacer tinta.
Las larvas de la conocida mariposa verde africana Argema mimosae se alimentan de las hojas de la marula. En el árbol viven también dos tipos de orugas que se recolectan y sirven de alimento a las poblaciones locales.

## Taxonomía
Sclerocarya birrea fue descrita por (A.Rich.) Hochst. y publicado en Flora 27 Bes. Beil. 1. 1844.
Etimología
Sclerocarya: nombre genérico que deriva de las palabras griegas: scleros, “dura” y karya, “nuez”. 
birrea: epíteto que deriva de birr, nombre nativo que se le da en Senegal. 
Variedades
- Sclerocarya birrea caffra (Sond.) Kokwaro
- Sclerocarya birrea multifoliolata (Engl.) Kokwaro

Sinonimia
- Poupartia birrea
- Spondias birrea A. Rich.[3]

## Nombres
La marula recibe diferentes nombres según el país y la etnia; por ejemplo, en los países de habla inglesa, las traducciones de sus apelativos en las lenguas locales (didissa entre los boran; dania entre los hausa; muua entre los kamba; ufuongo entre los kwangali; ol-magwai entre los masais; oruluo entre los pokot; kaketalum entre los sebei; mutsomo, mukwakwa, mufura o mufuma entre los shona; umganu entre los swazi, los tonga y los zulúes; totolokwo entre los tugen, nkanyi entre los shangaan...) han dado lugar a una larga variedad de nombres, como jelly plum, cat thorn, morula, cider tree, marula, amarula y marrola. En África se llama maroela, y en Mozambique, canhoeiro y ronga.